# Coexistência pacífica

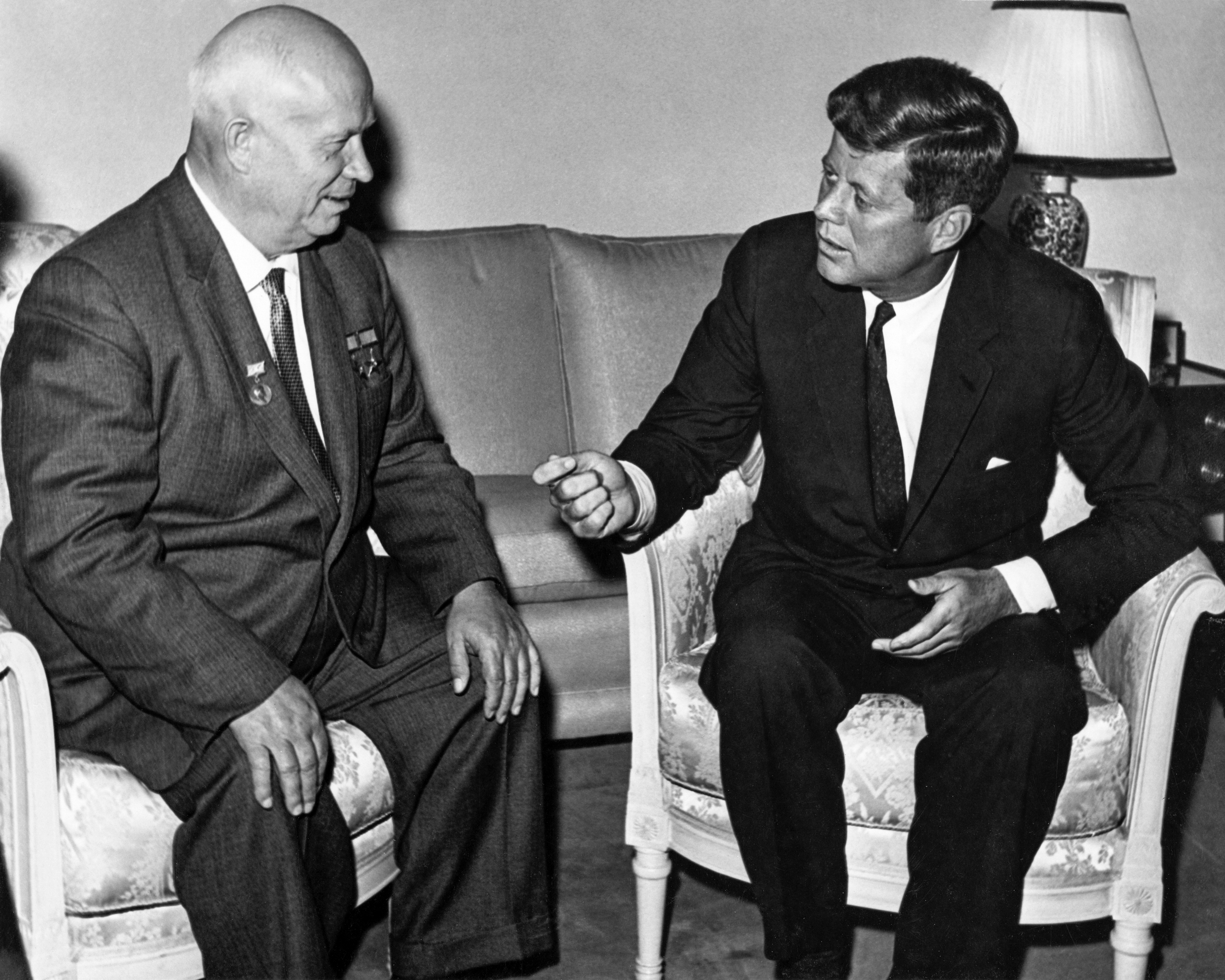
Encontro de líderes mundiais, mostra a importância da negociação e diplomacia.

Coexistência pacífica, foi um termo de política internacional, criado pelo líder soviético Nikita Khrushchev, para se referir às relações que manteriam a União Soviética e os Estados Unidos na chamada Guerra Fria, geralmente aceitas como política soviética, no período de 1955 a 1962 a partir do ponto de vista ocidental, e de 1955 a 1984 a partir do ponto de vista soviético.
Foi adotada por Estados socialistas ou de influência soviética, e afirmava que eles poderiam coexistir pacificamente com os Estados capitalistas. Esta teoria foi contrária ao princípio que o comunismo e o capitalismo eram antagônicos e nunca poderiam existir em paz. A União Soviética aplicou-a às relações entre o mundo ocidental e, em particular, com os Estados Unidos, os países da OTAN e as nações do Pacto de Varsóvia.
Com a morte de Stalin, em 1953, subiu ao poder Nikita Kruschev o que desencadeou um processo de abertura, amenizando o rigor da censura, reduzindo o poder da polícia política, reabilitando presos políticos e fechando diversos campos de trabalhos forçados. Esse processo foi denominado "degelo" e "desestalinização". No XX Congresso do Partido Comunista da União Soviética, em fevereiro de 1956, Kruschev revelou e denunciou os abusos, crimes e o "culto da personalidade" cometidos durante o governo de Stalin.
Isso repercutiu amplamente nos países socialistas da Europa Oriental (em 1956 ocorreria a Revolução Húngara que visava pôr fim ao aparato repressivo do regime stalinista, mas que logo foi esmagado com a intervenção da URSS), e na China com a ruptura sino-soviética nas décadas de 1950 e 1960. Durante os anos 1960 e início dos anos 1970, a República Popular da China, sob a liderança de seu fundador, Mao Tse-tung, que alegou que a atitude beligerante deveria ser mantida para os países capitalistas e, por isso, inicialmente rejeitou a coexistência pacífica considerando-a como revisionismo da teoria marxista. No entanto, em 1972 a sua decisão para estabelecer uma relação comercial com os Estados Unidos, a China também adotaria uma versão da teoria da coexistência pacífica ao estabelecer relações entre países não socialistas.
Esta política também possibilitou uma aproximação entre os líderes da URSS e dos EUA. Kruschev reuniu-se diversas vezes com os presidentes norte-americanos: com Dwight D. Eisenhower, em 1956, no Reino Unido; em 1959 nos Estados Unidos; e em 1960 na França; e com John Kennedy se encontrou uma vez, em 1961, em Viena, Áustria.